# Erica Jarrell
Pour les articles homonymes, voir Jarrell.
Pas d'image ? Cliquez ici

a Compétitions nationales et continentales officielles uniquement.

b Matchs officiels uniquement.
Erica Jarrell, née le 25 février 1999 à Lincoln (États-Unis), est une joueuse internationale américaine de rugby à XV évoluant au poste de deuxième ligne. Elle joue en Championnat d'Angleterre, aux Sale Sharks.

## Biographie
Née le 25 février 1999, Erica Jarrell pratique d'abord l'équitation puis découvre le rugby à XV à l'université d'Harvard, après avoir été contactée par e-mail par un recruteur qui lui a simplement demandé « Es-tu badass ? ». Elle est devenue co-capitaine de l'équipe d'Harvard. Elle prend un semestre "sabbatique" afin de pouvoir se rendre aux rassemblements des Eagles qui préparent la Coupe du monde 2021. Dans le contexte de la pandémie de Covid-19, elle s'astreint à un entrainement individuel très intense qui, selon elle, l'a vue se présenter aux stages dans une forme physique exceptionnelle.
Erica Jarrell joue pour le club de Beantown RFC (en) à Boston. Elle ne compte aucune sélection quand elle est retenue en septembre 2022 pour disputer la Coupe du monde en Nouvelle-Zélande.
Elle fait ses débuts internationaux en juillet 2023 contre les Black Ferns, à Ottawa, lors de la Pacific Four Series. Elle dispute ensuite la première édition du WXV en Afrique du Sud, où elle est titularisée trois fois.[réf. nécessaire] En fin d'année elle s'engage avec les Sale Sharks.[réf. nécessaire] Elle dispute son premier match de Championnat d'Angleterre le 21 janvier 2024 contre les Leicester Tigers. Elle est rappelée avec les Eagles pour jouer la Pacific Four Series, où à nouveau elle est titularisée trois fois. Par la suite, elle est de retour aux Sale Sharks pour jouer les deux dernières journées du championnat.[réf. nécessaire]
En septembre 2024, Erica Jarrell est sélectionnée pour la deuxième édition du WXV, où elle est titularisée à trois reprises.[réf. nécessaire] Depuis sa première sélection, elle a enchainé 14 titularisations lors des 14 rencontres des Eagles.[réf. nécessaire] Immédiatement après le WXV, elle est titulaire avec les Sharks lors de la troisième journée de Championnat d'Angleterre.[réf. nécessaire]